# Leptobrachium nigrops
Leptobrachium nigrops és una espècie d'amfibi que viu a Indonèsia, Malàisia i Singapur.
Està amenaçada d'extinció per la pèrdua del seu hàbitat natural.